# Nuoro megye
Nuoro megye Olaszország Szardínia régiójának egyik megyéje. Székhelye Nuoro.

## Fekvése
Nuoro megye Sassari, Dél-Szardínia és Oristano megyékkel határos.

## Községek(comuni)
- Aritzo
- Atzara
- Austis
- Belvì
- Birori
- Bitti
- Bolotana
- Borore
- Bortigali
- Desulo
- Dorgali
- Dualchi
- Fonni
- Gadoni
- Galtellì
- Gavoi
- Irgoli
- Lei
- Loculi
- Lodine
- Lodè
- Lula
- Macomer
- Mamoiada
- Meana Sardo
- Noragugume
- Nuoro
- Oliena
- Ollolai
- Olzai
- Onanì
- Onifai
- Oniferi
- Orani
- Orgosolo
- Orosei
- Orotelli
- Ortueri
- Orune
- Osidda
- Ottana
- Ovodda
- Posada
- Sarule
- Silanus
- Sindia
- Siniscola
- Sorgono
- Teti
- Tiana
- Tonara
- Torpè